# Roy Warhurst
Roy Warhurst (Sheffield, 18 settembre 1926 – Birmingham, 7 gennaio 2014) è stato un calciatore inglese, di ruolo centrocampista.

## Carriera
Dopo aver giocato per alcuni anni in prima divisione (6 presenze ed un gol) come riserva nello Sheffield Utd, nella parte finale della stagione 1949-1950 si trasferisce al Birmingham City: qui, dopo 3 presenze nella sua prima stagione (chiusa con una retrocessione in seconda divisione), diventa subito titolare, vincendo tra l'altro il campionato 1954-1955 e raggiungendo la finale di FA Cup (oltre che un sesto posto in First Division) nella stagione successiva, in cui totalizza 30 presenze e 2 reti in campionato. Dopo ulteriori 33 presenze nella First Division 1956-1957 (e 3 presenze nella Coppa delle Fiere 1955-1958, competizione in cui il suo club raggiunge la semifinale) lascia il club: dopo 7 stagioni e mezza con 213 presenze e 10 reti in partite di campionato viene infatti ceduto al Manchester City, con cui in 2 anni gioca in totale 40 partite (con 2 gol segnati) in prima divisione. Nella stagione 1958-1959, in cui gioca solamente 3 partite in prima divisione, si trasferisce a stagione in corso al Crewe Alexandra, club di Fourth Division, dove rimane fino al termine della stagione 1959-1960; trascorre poi un'ulteriore stagione in quarta divisione, all'Oldham Athletic. Tra il 1961 ed il 1964 gioca infine con i semiprofessionisti del Banbury Spencer.

## Palmarès

### Club

#### Competizioni nazionali
- Campionato inglese di seconda divisione: 1

Birmingham City: 1954-1955